# 日テレオンデマンド
日テレオンデマンド（にっテレオンデマンド）は、
1. インターネットテレビなどHulu以外の動画配信サービスに日本テレビや一部系列局[注釈 1]で放送された様々なジャンルの番組配信を行うサービスの通称。
2. 日本テレビ放送網株式会社が、同局のニュース専門チャンネル日テレNEWS24のライブ配信サービスとして運営中およびかつて有料のビデオ・オン・デマンド事業として運営していたサービス名称。2019年10月よりはhuluに一本化。

である。ここでは、2. について詳述する。

## 概要
かつての日テレオンデマンドは、日本テレビや系列局で放送された様々なジャンルの番組動画や独自コンテンツを有料・無料の両方の番組として配信していた。価格は1本あたり税抜き7日間300円。無料番組のうち、旧第2日本テレビ側で配信されていた番組に関しては登録無しで視聴出来た。また、日本テレビのニュース専門チャンネルである日テレNEWS24のwebサイト向けのCS放送との同時ライブ配信（地上波レギュラー同時放送番組を除く）も無料で行っている
2019年9月で有料動画配信のサービスとしては終了し、同年10月より日テレNEWS24のライブ配信のみに一本化。日本テレビ系の有料動画配信サービスはHuluに一本化された。
その後、スポーツでプロ野球団である読売ジャイアンツ関係は残りジャイアンツTVへリニューアルされた。

## 略歴
- 2012年
  - 3月26日 - 自社による作品管理、及び課金業務を行う自社配信を開始[3]。
  - 10月1日 - 2005年10月から日本テレビのビデオ・オン・デマンド事業としてサービスを開始し、「日テレオンデマンド」のサービス開始以後は無料ビジネスとして動画配信を行ってきた「第2日本テレビ」の事業を吸収する形で、日本テレビのビデオ・オン・デマンド事業が「日テレオンデマンド」に一本化された。「第2日本テレビ」が行ってきた無料配信は以後、「日テレオンデマンド ゼロ」の名称で引き継がれた。
- 2013年
  - 4月1日 - 日テレオンデマンドと同ゼロに分かれていた名称を日テレオンデマンドに統一。第2日本テレビ側トップにアクセスすると、オンデマンド側に飛ぶように設定が変更された。
  - 7月 - アニメ「帰宅部活動記録」「ガッチャマン クラウズ」において、日本テレビとのOA同時配信を開始。
- 2019年
  - 9月30日 - 日テレオンデマンドの有料動画配信サービスをHuluへ、日テレオンデマンドのサービス全体を日テレNEWS24のライブ配信にそれぞれ統合。そして、新たにジャイアンツTVを立ち上げる。

## 内容
ドラマ
- 水曜ドラマ各作品
- 土曜ドラマ各作品
- 木曜ドラマ（読売テレビ制作）各作品
- 日本テレビで放送された過去の傑作ドラマ

など
アニメ
- HUNTER×HUNTER
- はじめの一歩
- ちはやふる
- GJ部
- 宇宙兄弟（読売テレビ制作）

など
バラエティー
- 電波少年シリーズ
- 東野・岡村の旅猿_プライベートでごめんなさい…
- エンタの神様
- それゆけ!ゲームパンサー!
- 1×8いこうよ!（札幌テレビ制作）

など
スポーツ
- ジャイアンツLIVEストリーム
- プロレスリング・ノア

など
映画
- 日本テレビが製作・出資する映画の一部作品

その他、日活やマッドハウスなどの日本テレビ関連会社作品も配信している。
第2日本テレビ→日テレオンデマンド ゼロでの配信作品（会員登録不要）
- 主にキユーピー3分クッキングや一部のミニ番組等。詳しくは第2日本テレビを参照。

## 補足
- バンダイチャンネルでもアニメのみであるが配信されている[4]。